# Olaf Kok
Olaf Kok (Hoevelaken, 16 januari 2002) is een Nederlands voetballer die als aanvaller voor de FC Twente / Heracles Academie speelt.

## Carrière
Olaf Kok speelde in de jeugd van SC Hoevelaken en Go Ahead Eagles. Hij debuteerde in het eerste elftal van Go Ahead Eagles op 27 oktober 2021, in de met 0-2 gewonnen bekerwedstrijd tegen Almere City FC. Hij kwam in de 74e minuut in het veld voor Marc Cardona.
Op 8 oktober 2022 maakte hij zijn debuut in het eerste elftal van Heracles door drie minuten voor het einde van de wedstrijd in te vallen in de met 3-2 gewonnen wedstrijd tegen De Graafschap.

### Statistieken
| Seizoen                      | Club            | Land           | Competitie     | Competitie | Competitie | Beker | Beker | Totaal | Totaal |
| Seizoen                      | Club            | Land           | Competitie     | Wed.       | Dlp.       | Wed.  | Dlp.  | Wed.   | Dlp.   |
| ---------------------------- | --------------- | -------------- | -------------- | ---------- | ---------- | ----- | ----- | ------ | ------ |
| 2021/22                      | Go Ahead Eagles | Nederland      | Eredivisie     | 0          | 0          | 1     | 0     | 1      | 0      |
| 2022/23                      | Heracles Almelo | Nederland      | Eerste divisie | 1          | 0          | 0     | 0     | 1      | 0      |
| Carrièretotaal               | Carrièretotaal  | Carrièretotaal | Carrièretotaal | 1          | 0          | 1     | 0     | 2      | 0      |
| Bijgewerkt op 8 oktober 2022 |                 |                |                |            |            |       |       |        |        |